# Шиндліар
Шиндліар (словац. Šindliar) — село в окрузі Пряшів Пряшівського краю Словаччини. Площа села 11,32 км². Станом на 31 грудня 2016 року в селі проживало 545 осіб.
В межах села знаходиться мінеральне джерело.

## Історія
Перші згадки про село датуються 1331 роком.

## Населення
| Рік:            | 1994. | 2004.   | 2014.   | 2024.   |
| --------------- | ----- | ------- | ------- | ------- |
| Кількість осіб: | 518   | 553     | 548     | 571     |
| Різниця:        |       | +6,75 % | -0,90 % | +4,19 % |

| Рік:            | 2023. | 2024.   |
| --------------- | ----- | ------- |
| Кількість осіб: | 564   | 571     |
| Різниця:        |       | +1,24 % |